# Маккарти, Джек (футболист)
Джон Джозеф «Джек» Маккарти (англ. John Joseph «Jack» McCarthy; 29 марта 1898, Лондон, Соединённое Королевство — 10 марта 1958, Дублин, Ирландия) — ирландский футболист, защитник.

## Клубная карьера
Играть в футбол начал в столичном клубе «Олимпия». В 1922 году перешёл в «Богемиан». В сезоне 1923/24 вместе с командой взял первое чемпионство в истории клуба и первый Трофей Ирландской лиги. В середине сезона в составе команды Лиги сыграл матч с шотландским «Селтиком». На следующий год взял серебро лиги. В сезоне 1926/27 взял бронзовую медаль. В следующем сезоне с командой сделал требл, выиграв чемпионат, Кубок Ирландии, Кубок Лейнстера и Трофей Ирландской лиги. В сезоне 1929/30 выиграл третье и последнее чемпионство с клубом.

## Карьера в сборной
В 1924, после пробной игры, Маккарти был включён в заявку национальной сборной, отправившейся на VIII Летние Олимпийские игры в Париже. Робинсон был одним из шести игроков чемпионского «Богемиан», также отправившихся в Париж; другими пятью были Кристи Робинсон, Берти Керр, Эрни Кроуфорд, Джон Томас и Джонни Мюррей. На самом турнире отыграл все два возможных матча, дойдя со сборной до четвертьфинала. Во время проведения Олимпиады появился на поле в товарищеском матче со сборной Эстонии. Матч был организован и назначен на 3 июня, так как обе сборные уже выбыли из турнира.
В марте 1926 вместе со сборной отправился на товарищеский матч со сборной Италией и вышел на поле, отыграв полный матч. Позже, в 1928 и 1930 годах, сыграл в двух товарищеских матчах со сборной Бельгии. В первом матче, 12 февраля 1928, вышел на поле с капитанской повязкой.

## Достижения

### Клубные

#### «Богемиан»
- Чемпион Ирландии: 1923/24, 1927/28, 1929/30
- Вице-чемпион Ирландии: 1924/25, 1928/29
- Бронзовый призёр Ирландии: 1926/27
- Обладатель Трофея Ирландской лиги: 1923/24, 1927/28
- Обладатель Кубка Ирландии: 1927
- Победитель Лиги Лейнстера: 1921/22

### В сборной
- Олимпиада 1924 года: 1/4 финала